# Pluteje

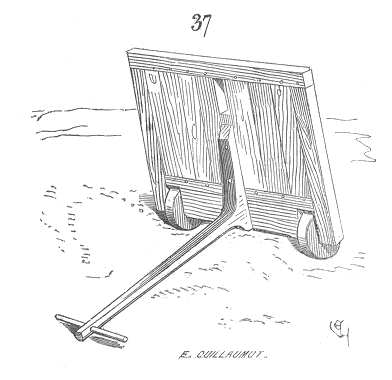
Francuski plutej

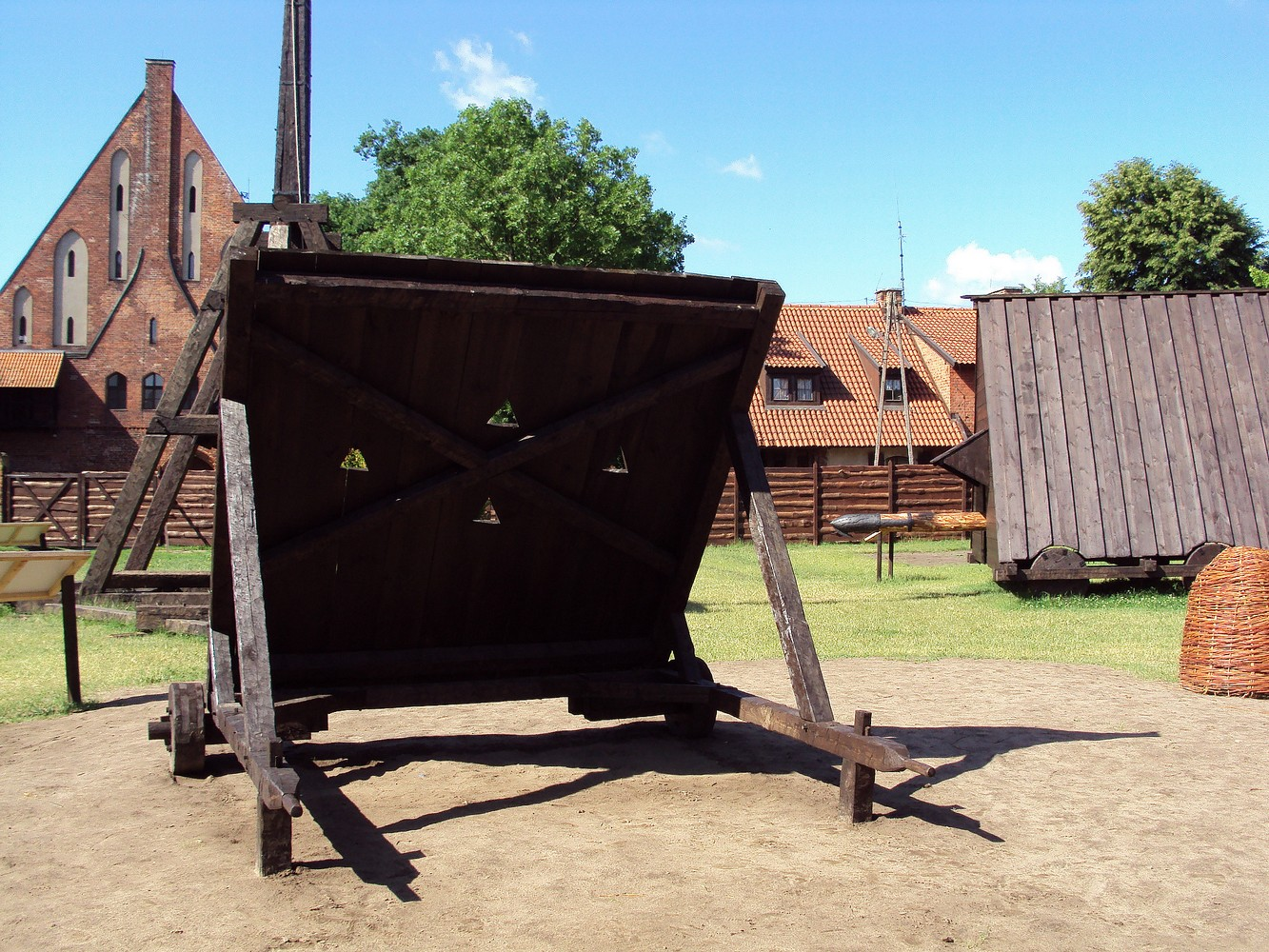
Rekonstrukcja z wystawy machin oblężniczych w Malborku

Plutej – duża tarcza używana w czasie szturmu przez piechotę. Od średniowiecza do I wojny światowej chroniła przed pociskami z broni miotającej (w tym, po wzmocnieniu konstrukcji, również przed pociskami z broni palnej).

## Konstrukcja
Plutej składał się z osłony drewnianej, wiklinowej bądź wykonanej z chrustu. Mógł występować również daszek oraz ściany boczne. Plutej mógł być niesiony lub przesuwany na zamontowanych kołach. Przód osłony mógł być zabezpieczony skórami uniemożliwiającymi zapalenie lub metalowymi blachami wzmacniającymi. Celem obrony przeciw atakom jazdy lub piechoty montowano na przodzie osłony broń drzewcową.

## Zastosowanie
- Według kroniki Stanisława Chwalczewskiego pluteje były używane przez wojska Cesarstwa w czasie obrony Głogowa w 1109 roku.
- W czasie I wojny światowej zmodyfikowane wersje były używane przez wojska Ententy.